# Bristol 412

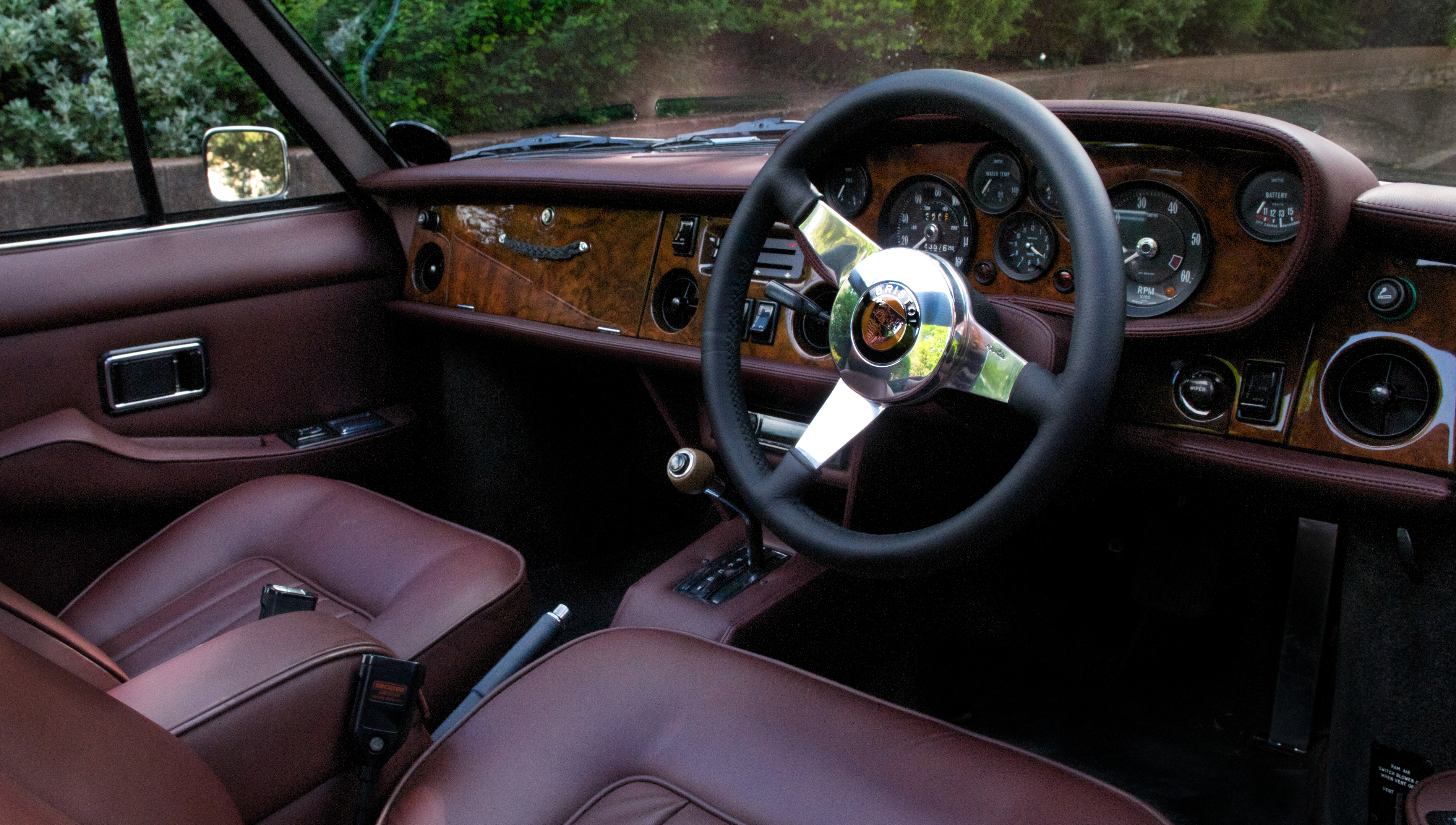
Intérieur cuir de la Bristol 412.

La Bristol 412 est une voiture produite par le constructeur automobile britannique Bristol Cars.

## Premier modèle

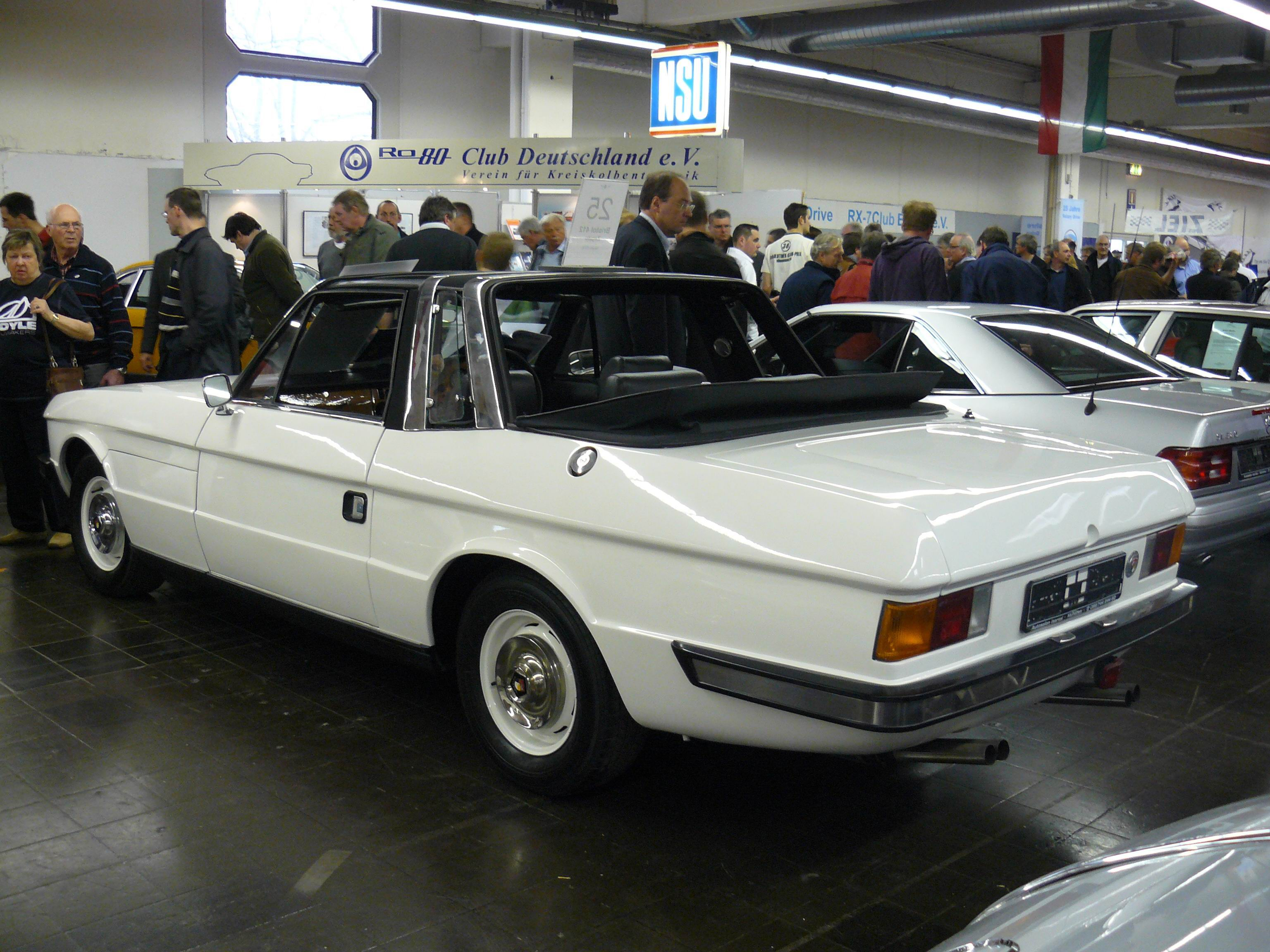
Bristol 412 SII Targa (Zagato) de 1978.

Avec la Bristol 603, elle était une des deux concurrentes héritières de la 411 qui avait conduit Bristol de la fin des années 1960 à la fin des années 1970. La 412 est la dernière poursuivant la numérotation continue commencée avec la Bristol 400.
Alors que les 603 furent des versions extrêmement restylées de la berline Bristol caractéristique à deux portes, la 412 était quant à elle un cabriolet de type Targa avec un toit amovible pouvant être placé dans le grand compartiment à bagages. Les premières versions de la 412 furent également très inhabituelles pour une voiture d'après la Seconde Guerre mondiale en ce qui concerne la carrosserie, construite par Zagato en Italie et montée sur un châssis construit par Bristol à Filton, en Angleterre. Ce châssis était presque identique à celui de la Bristol 603, mais les plus anciennes 412 ont conservé le moteur Chrysler série-B à essence de 6 277 cm3 qui avait été utilisé dans les premières 411. Cependant, la deuxième série de 412, arrivée vers la fin de 1977, reprend le même 5 899 cm3 utilisé dans la Bristol 603 et plus tard dans son successeur, la Bristol Britannia.
La seconde série de voitures de 1977 comprenait des modifications de la suspension avant permettant au moteur plus léger d'avoir un rapport de démultiplication final changé à 2.88:1. D'autres modifications comprennent l'amélioration de la ventilation, des sièges redessinés et les intervalles d'entretien prolongés à 10 000 milles (16 093,44 km).
Dans un effort de se placer sur le marché des États-Unis, Bristol conçut une 412USA conforme aux règles extrêmement strictes d'émissions et de sécurité des États-Unis, avec un convertisseur catalytique et une barre protège-tête beaucoup plus solide que sur la première 412. Toutefois, le statut de spécialiste de la société rend l'exportation très difficile et la plupart de ces 412 modifiées furent finalement exportés vers l'Europe, par exemple, dans des marchés tels que l'Allemagne de l'Ouest et de la Suisse.

## Bristol Beaufighter
La Bristol Beaufighter, nommée d'après l'avion de la seconde guerre mondiale produit par Bristol et toujours conçue par Zagato mais maintenant entièrement carrossée à l'usine de Filton, est de style très similaire à la 412 originale, sauf pour la disposition des quatre phares.
Le moteur V8 de 5 899 cm3 a reçu un turbocompresseur Rotomaster qui a permis à la Beaufighter de franchir une vitesse de pointe de 241 km/h (150 mi / h). Pour faire face au supplément de couple, la boîte de vitesses automatique TorqueFlite qui avait été utilisée dans toutes les Bristol depuis la 407 a été couplée à un nouvel arbre moteur plus solide et plus gros et à un convertisseur de couple pris au moteur RB (en) de 7,2 litres trouvé dans les modèles haut-de-gamme Chrysler au cours des années 1970.
La Beaufighter a été construite de 1982 jusqu'en 1993. “Moins de 20” ont été faites, selon le site web de Bristol Cars.

## Bristol Beaufort
Pour l'exportation, principalement vers l'Europe continentale, la Bristol Beaufort - une fois de plus nommée d'après l'avion Bristol de la seconde guerre mondiale - fut le dernier développement de la 412. Elle a le même moteur V8 turbocompressé de 5 899 cm3 que dans la Beaufighter. Contrairement à d'autres versions de la 412, la Beaufort est un vrai cabriolet, avec toit motorisé.
La Beaufort avait un châssis de pare-brise renforcé pour compenser l'absence de roll bar fixe. Afin de permettre la plus grande amplitude entre les pleins d'essence nécessaire pour voyager au-delà des courtes distances trouvées dans les Îles Britanniques, la Beaufort possédait une réservoir de carburant agrandi à  136 l par opposition au simple réservoir de  82 l des autres Bristol de l'époque. Ceci permettait de parcourir 800 kilomètres (497 mi) avec un plein alors que les Britannia, Brigand et Beaufighter pouvaient généralement parcourir 480 kilomètres (298,25817216 mi) sans ravitaillement. Elle fut produite en très petit nombre jusqu'en 1994.